# Турбостроитель (футбольный клуб)
«Турбостроитель» — российский футбольный клуб из Калуги. Профессиональный статус имел в 1992—1996 годах. Лучшее достижение в первенстве России — 6 место в 3 зоне второй лиги в 1993 году, в кубке — 1/32 финала в розыгрыше 1993/94.

## История
Команда представляла Калужский турбинный завод. В чемпионате Калужской области команда дебютировала в 1982 году под названием «Авангард» и сразу же заняла второе место, в следующем сезоне «Авангард» стал пятым. В этот период костяк команды составляли в основном возрастные игроки. В сезоне 1984 года «Авангард» впервые одержал победу в чемпионате области, выиграв 21 матч из 26. В дальнейшем команда ещё дважды выигрывала чемпионат области: в 1986 и 1989 годах. С 1987 года «Авангард» представлял Калужскую область в чемпионате РСФСР среди КФК.
Наивысшим достижением стало 2-е место в сезонах 1987 и 1991 годов. В 1989 году название команды было изменено на «Турбостроитель».
В 1992 году команда получила профессиональный статус и дебютировала во второй зоне второй лиги. «Турбостроитель» занял 15-е место при 22 участниках. Лучшим бомбардиром команды стал нападающий Игорь Элькинд, забивший 12 мячей. C 1994 года команда играла в третьей лиге. В сезоне-1995 «Турбостроитель» победил в 4-й зоне, а нападающий команды Камиль Ферханов забил 11 мячей в 24 матчах и стал лучшим бомбардиром турнира. Перед сезоном 1996 года у команды возникли серьёзные финансовые проблемы, и удержаться во второй лиге она не смогла, заняв предпоследнее, 19-е место. При этом «Турбостроитель» стал самой дисциплинированной командой турнира: в 38 матчах её игроки получили 23 предупреждения и 2 раза удалялись с поля. По 5 мячей забили лучшие бомбардиры команды — Владислав Толкачев (без учёта гола в аннулированном матче) и Николай Сидоров.
В ноябре 1996 года команда была расформирована.

## Статистика в чемпионатах РСФСР среди КФК
| Год  | Лига/Турнир                     | Лига/Турнир      | Место   | И  | В  | Н  | П  | Мячи  | Очки |
| ---- | ------------------------------- | ---------------- | ------- | -- | -- | -- | -- | ----- | ---- |
| 1987 | Зона № 5 — Центр                | Зона № 5 — Центр | 2 из 8  | 14 | 10 | 1  | 3  | 26-14 | 21   |
| 1988 | Зона № 5 — Центр                | Зона № 5 — Центр | 6 из 11 | 20 | 9  | 4  | 7  | 36-23 | 22   |
| 1989 | Зона № 5 — Центр                | Зона № 5 — Центр | 5 из 12 | 22 | 9  | 2  | 11 | 32-29 | 20   |
| 1990 | Зона № 5 — Центр                | Зона № 5 — Центр | 3 из 12 | 22 | 9  | 8  | 5  | 24-21 | 26   |
| 1991 | Зона № 5 — Центр                | Зона № 5 — Центр | 2 из 16 | 30 | 13 | 15 | 2  | 51-23 | 41   |
| 1991 | Футбол России (Калуга, Обнинск) | подгруппа 1      | 1 из 3  | 2  | 1  | 0  | 0  | 2-0   | 4    |
| 1991 | Футбол России (Калуга, Обнинск) | финал            | 2 из 6  | 5* | 3* | 2* | 0* | 9-4*  | 8*   |

* С учётом результата матча в подгруппе против «Торпедо» Курган (1:0).

## Статистика в ПФЛ
| Год  | Лига                | Место | И  | В  | Н  | П  | Мячи  | Очки |
| ---- | ------------------- | ----- | -- | -- | -- | -- | ----- | ---- |
| 1992 | Вторая лига, 2 зона | 15    | 42 | 12 | 12 | 18 | 53-62 | 36   |
| 1993 | Вторая лига, 3 зона | 6     | 34 | 15 | 7  | 12 | 36-31 | 37   |
| 1994 | Третья лига, 2 зона | 7     | 32 | 15 | 6  | 11 | 47-38 | 36   |
| 1995 | Третья лига, 4 зона | 1     | 24 | 16 | 5  | 3  | 34-12 | 53   |
| 1996 | Второй лига, Запад  | 19    | 38 | 7  | 6  | 25 | 25-67 | 27   |

Примечание: До 1995 года за победу начислялись не три, а два очка

## Статистика в Кубке России
| Розыгрыш | Стадия | И | В | Н  | П | Мячи |
| -------- | ------ | - | - | -- | - | ---- |
| 1992/93  | 1/128  | 2 | 0 | 1* | 1 | 1-4  |
| 1993/94  | 1/32   | 3 | 2 | 0  | 1 | 5-5  |
| 1994/95  | 1/256  | 1 | 0 | 1* | 0 | 0-0  |
| 1995/96  | 1/64   | 3 | 2 | 0  | 1 | 6-4  |
| 1996/97  | 1/256  | 1 | 0 | 1* | 0 | 0-0  |

Примечание: В розыгрыше 1992/93 на стадии 1/256 клуб одержал победу в послематчевой серии пенальти, а в розыгрышах 1994/95 и 1996/97 на этой же стадии уступил в послематчевой серии пенальти.

## Главные тренеры
- 1982—1996 — Геннадий Павлович Колмогоров
- 1996 — Михаил Юрьевич Балабуев